# Garoua
Garoua város Kamerunban, az Északi tartományban. A Benue folyó mentén fekszik. Lakossága 236 ezer fő volt 2005-ben, melynek nagy része fulbe.
A mezőgazdasági termények kereskedelmi központja, még a textilipara emelhető ki. Jelentős az idegenforgalma is: több nemzeti park található a közelében. Tőle északra a Waza N.P., DK-re a Bouba Njida N.P., délre a Benue N.P. fekszik.
Nemzetközi repülőtérrel rendelkezik.

## Nevezetes személyek
- Ahmadou Ahidjo – (1924-1989) Kamerun első elnöke (1960 – 1982)
- Eldridge Mohammadou – (1934-2004) professzor
- Henri Bienvenu – focista
- Jacques Zoua – focista
- Edgar Salli – focista

## Fordítás
- Ez a szócikk részben vagy egészben  a   Garoua című angol Wikipédia-szócikk fordításán alapul.  Az eredeti cikk szerkesztőit annak laptörténete sorolja fel. Ez a jelzés csupán a megfogalmazás eredetét és a szerzői jogokat jelzi, nem szolgál a cikkben szereplő információk forrásmegjelöléseként.
- Ez a szócikk részben vagy egészben  a   Garoua című német Wikipédia-szócikk fordításán alapul.  Az eredeti cikk szerkesztőit annak laptörténete sorolja fel. Ez a jelzés csupán a megfogalmazás eredetét és a szerzői jogokat jelzi, nem szolgál a cikkben szereplő információk forrásmegjelöléseként.